# Арреола, Даниэль
Даниэль Арреола Аргуэльо (исп. Daniel Arreola Argüello; род. 8 октября 1985, Канкун, Кинтана-Роо) — мексиканский футболист, защитник. Играл в составе сборной Мексики.

## Клубная карьера
Арреола — воспитанник клуба «Атланте» из своего родного города. 27 июля 2008 года в матче против «Толуки» он дебютировал в Лиге MX. 13 ноября в поединке против «Эстудиантес Текос» Даниэль забил свой первый гол за клуб. В 2009 году Арреола в составе «Атланте» выиграл Лигу чемпионов КОНКАКАФ и получил право принять участие в клубном Чемпионате мира. На турнире команда заняла четвёртое место, а Даниэль забил гол в матче против новозеландского «Окленд Сити».
Летом 2010 года Арреола перешёл в «Пачуку». 8 августа в поединке против «Сантос Лагуна» он дебютировал за новый клуб, заменив Браулио Луну. 22 августа в матче против «Монтеррея» Арреола забил свой первый гол за «Пачуку». Для получения игровой практики Даниэль зимой 2011 года на полгода отправился в аренду в «Атлас». Летом того же года он вернулся в «Пачуку» и завоевал место в основе.
В начале 2015 года Даниэль на правах аренды перешёл в «Монаркас Морелия». 10 января в матче против «Толуки» он дебютировал за «персиков». 18 апреля в матче против «Крус Асуль» Арреола забил свой первый гол за «Морелию». Летом того же года он перешёл в «Дорадос де Синалоа». 26 июля в матче против «Чьяпас» Даниэль дебютировал за «дорад». Летом 2016 года он вернулся «Атлас».

## Международная карьера
Арреола дебютировал за сборную Мексики 17 марта 2010 года в товарищеском матче против сборной КНДР.

## Достижения
Командные
 «Атланте»
- Победитель Лиги чемпионов КОНКАКАФ — 2008/2009